# Металопрокатний завод в Мецці
Металопрокатний завод у Мецці – підприємство чорної металургії Саудівської Аравії, яке діє на заході країни.
В 2002-му компанія Al-Azizia Steel запустила в районі Джедди прокатний стан річною потужністю 100 тисяч тон будівельної арматури, який до того працював на заводі компанії Al Ahli у Дубаї.
У 2006-му Al-Azizia Steel була придбана групою Al Ittefaq Steel через Al Ittefaq Steel Products Company (ISPC), після чого мекканський майданчик став відомий як ISPC 2. Новий власник довів потужність заводу до 360 тисяч тон на рік, при цьому Al Ittefaq Steel до кінця 2000-х запустила неподалік від Мекки у Джидді електрометалургійний завод, який  випускає необхідну для виробництва арматури сортову заготовку.